# 吉見站

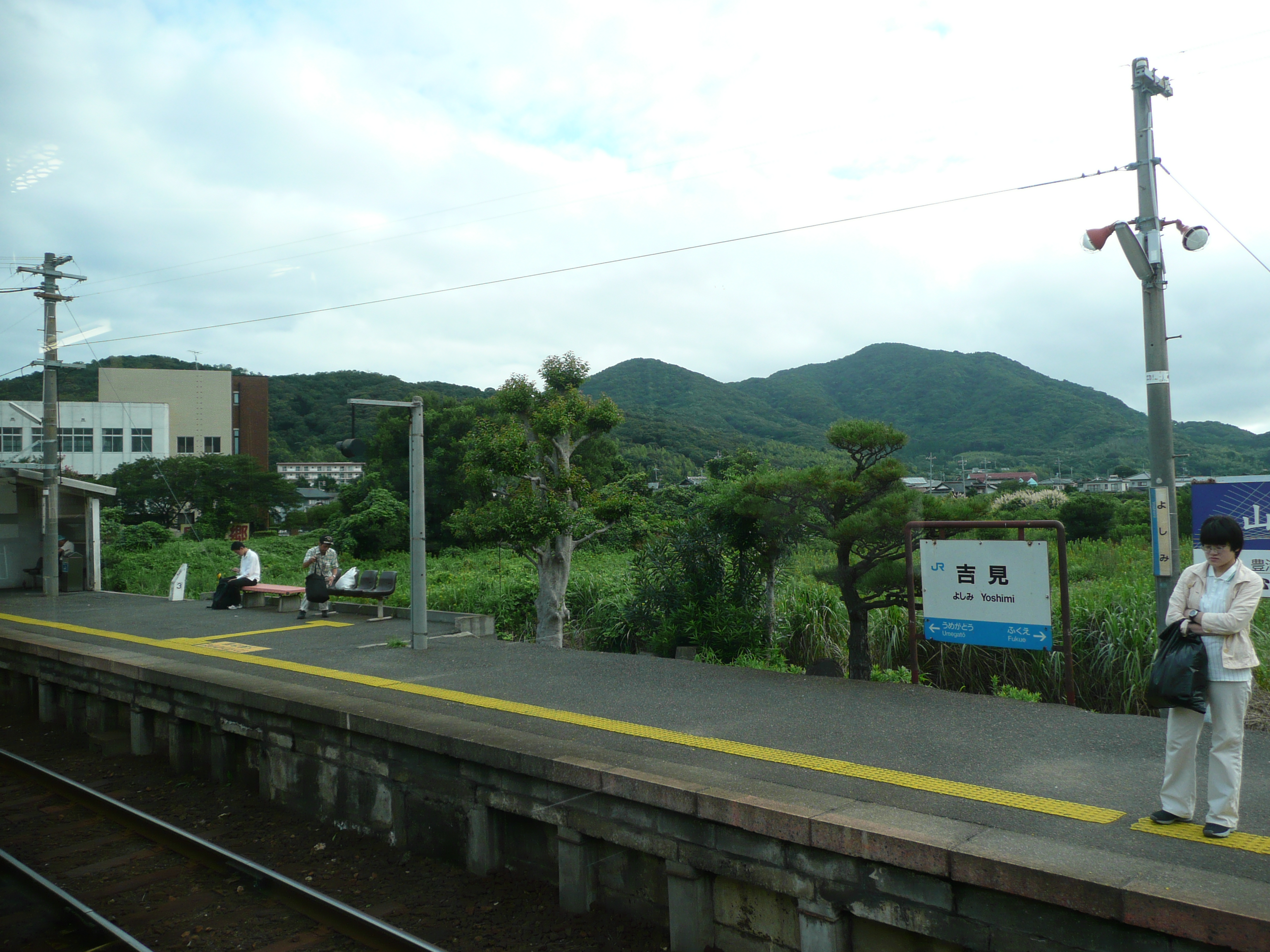
吉見站月台

吉見站（日语：／ Yoshimi eki */?）是位於山口縣下關市吉見本町一丁目，西日本旅客鐵道（JR西日本）的山陰本線車站。

## 歷史
- 1914年（大正3年）4月22日 - 長州鐵道（日语：長州鉄道）車站啟用[1]。為客運與貨運車站。
- 1925年（大正14年）6月1日 - 長州鐵道線幡生以北路段國有化，為國有鐵道小串線車站[2]。
- 1933年（昭和8年）2月24日 - 小串線編入至山陰本線，成為山陰本線車站[3]。
- 1963年（昭和38年）2月1日 - 終止貨物起卸業務。
- 1987年（昭和62年）4月1日 - 伴隨國鐵分割民營化，車站由西日本旅客鐵道（JR西日本）營運。
- 2004年（平成16年）10月 - 變更櫃臺營業時間，只於平日營業。另外，在營業時間中加入中間休息時間（星期一至三與星期四五的休息時間相異）。
- 2005年（平成17年）4月1日 - 從由JR西日本廣島MAINTEC（日语：JR西日本広島メンテック）管理的業務委託車站變為無人車站。

## 車站構造
車站是一座地面車站，設有2面2線的相對式月台。車站大樓位於上行月台側，月台之間設有跨線橋連接。下行月台曾設有通道連接下關市吉見分所，現時關閉。下行月台設有候車室。
此站曾設有舊貨物側線，只可連接上行線京都方向，在終止貨運起卸業務後一直存在，直至2008年2月撤走。在舊貨物月台上設置了停泊單車場。曾經此站設有折返往下關站的區間列車。
車站由下關地域鐵道部管理的無人車站。在車站大樓內設有自動售票機。

### 月台
| 月台 | 路線      | 上下行 | 方向                   |
| ---- | --------- | ------ | ---------------------- |
| 1    | ■山陰本線 | 上行   | 小串、瀧部、長門市方向 |
| 2    | ■山陰本線 | 下行   | 下關方向               |

## 使用狀況
以下為近年1日平均乘車人次列表：
| 乘車人次變化 | 乘車人次變化    |
| 年度         | 1日平均乘車人次 |
| ------------ | --------------- |
| 1999         | 846             |
| 2000         | 815             |
| 2001         | 736             |
| 2002         | 724             |
| 2003         | 713             |
| 2004         | 689             |
| 2005         | 642             |
| 2006         | 614             |
| 2007         | 601             |
| 2008         | 618             |
| 2009         | 613             |
| 2010         | 594             |
| 2011         | 582             |
| 2012         | 545             |
| 2013         | 572             |
| 2014         | 528             |
| 2015         | 535             |
| 2016         | 498             |
| 2017         | 483             |
| 2018         | 470             |

## 車站周邊
- 吉見郵局
- 水產大學（日语：水産大学校）
- 下關市立吉見中學
- 下關市立吉見小學
- 海上自衛隊下關基地（日语：下関基地）
- 西田川
- 國道191號（日语：国道191号）
- 吉見漁港

## 相鄰車站
西日本旅客鐵道
■山陰本線
梅峠－吉見－福江

## 注腳
1. 1 2  「通運」『官報』1914年4月28日（國立國會圖書館數碼化收藏）
2. ↑  「鉄道省告示第81号」『官報』1925年5月26日（國立國會圖書館數碼化收藏）
3. ↑  「鉄道省告示第42号」『官報』1933年2月18日（國立國會圖書館數碼化收藏）
4. ↑  山口縣統計年鑑

## 外部連結
- 吉見｜車站資訊：JR出門網 - 西日本旅客鐵道